# جونيتشي ياناغيتا
جونيتشي ياناغيتا (柳田淳一 ياناغيتا جونيتشي) هو مؤدي أصوات ياباني ولد في 5 أبريل 1987 في محافظة فوكوكا.

## أدواره في الأنمي

### مسلسلات أنمي تلفزيونية
- Rewrite - هاروهيكو يوشينو، كيسكي كانبي
- صراع الطبخ - دايغو آوكي
- صراع الطبخ: الطبق الثاني - دايغو آوكي
- صراع الطبخ: الطبق الثالث - دايغو آوكي
- مغامرة جوجو الغريبة: ستارداست كروسيدرز - كيني جي
- بوبوكي بورانكي - غينما أسابوكي
- كيه - سابوروتا باندو، دايكي فوسي
- كيه RETURN OF KINGS - سابوروتا باندو، دايكي فوسي
- غاتشامان كراودز - فوكوتارو تاكاهاشي
- غارغانتيا في الكوكب الأخضر - ستورغا
- كابتن إيرث - كايتو كاغاوا
- غيت: قوات الدفاع الذاتي تقاتل في أرض أخرى - هودر راي مارسو
- تابو تاتو - والد جاستيس أكاتسوكا
- موب سايكو 100 - تاكيوتشي
- موب سايكو 100 II - تاكيوتشي
- مونستر هنتر ستوريز RIDE ON - دان
- وورلد تريغر - لامبانين
- هاكيو هوشين إنغي - كوكوكيرين، شينتينكون
- كاردفايت!! فانغارد (2018) - مامورو أنجو

### أنمي الإنترنت
- مونستر سترايك - لوكي
- سورد غاي ذي أنيميشن - كاغاتسوكا

### أفلام أنمي
- كيه MISSING KINGS - سابوروتا باندو، دايكي فوسي
- نداء القلب - أكيتاغاوا
- ثلاثية أفلام غودزيلا
  - غودزيلا: كوكب الكايجو - ماركو جون

## أدواره في ألعاب الفيديو
- برينس أوف سترايد - دين أوتسونوميا، أكيتسوغو ماسي